# ひたん寿し
ひたん寿しとは、大分県日田市のご当地グルメである。

## 概要
日田産の野菜、川魚を材料に握られた寿司。日田すし組合加盟の4店舗で提供されている。